# Flamländska Socialistiska Arbetarpartiet
Flamländska Socialistiska Arbetarpartiet, de Vlaamse Socialistische Partij (VSP), bildat 1877, var det första socialistiska partiet i Belgien.
1879 gick VSP samman med socialistiska grupper i Bryssel (Parti Socialiste Brabançon) och bildade Belgiens Socialistiska Parti (BSP).